# Freedom (software)

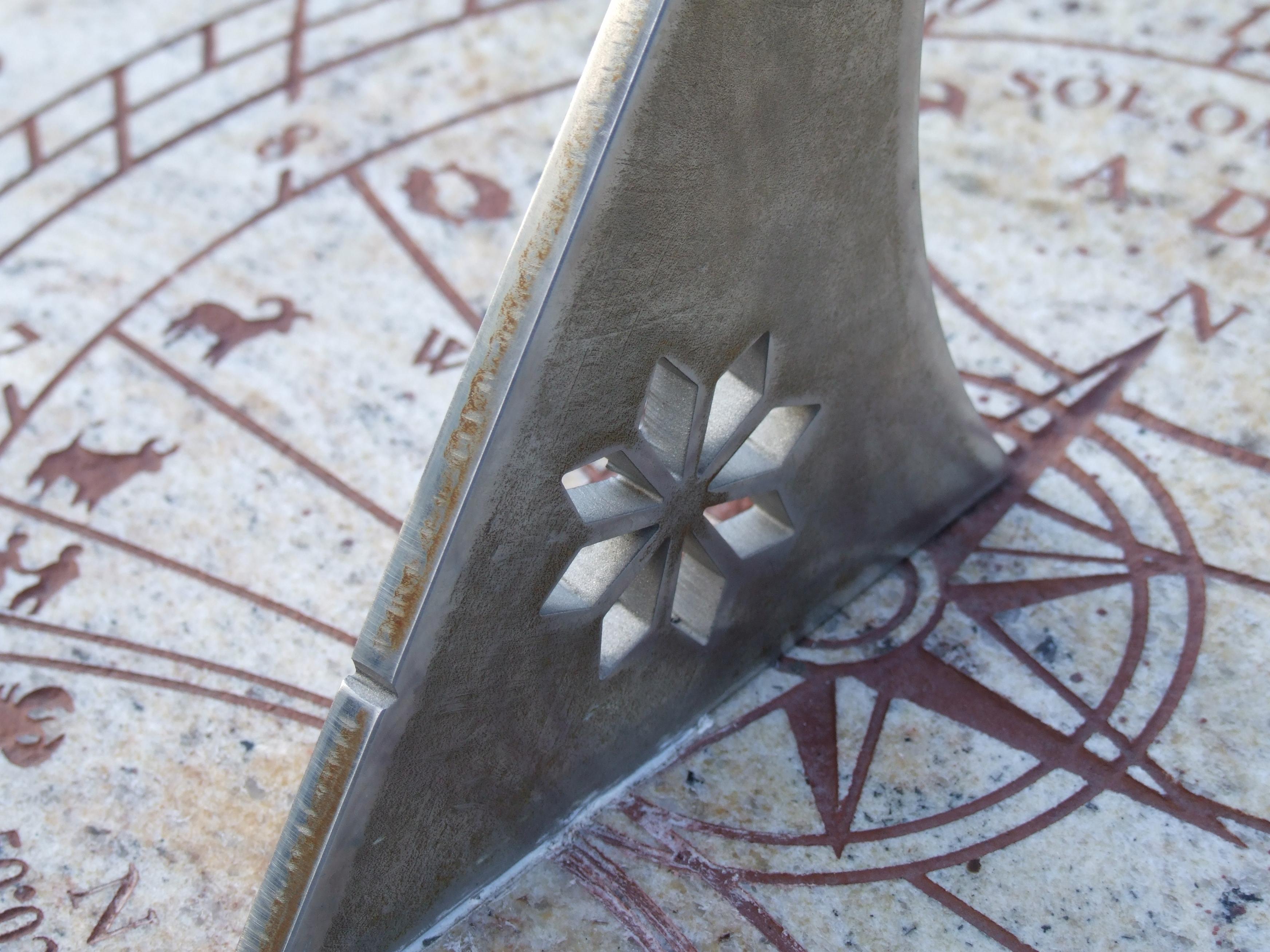
Program Freedom - 8. godzin wolności od Internetu

Freedom (software) – odpłatny program komputerowy chroniący użytkownika przed wybranymi stronami w Internecie.
Program działa do ośmiu godzin i zapewnia wolność użytkownika od wskazanych stron np. w pracy, aby mógł spokojnie tworzyć lub pracować. Program obecnie kosztuje 10 $, ale istnieje darmowa testowa wersja programu pozwalająca na 5 testów. Aby ponownie odzyskać Internet użytkownik programu musi komputer zresetować.
Autorem programu jest Fred Stutzman, doktorant na Uniwersytecie North Carolina w Chapel Hill.